# 8441 Lapponica
Lapponica (asteróide 8441) é um asteróide da cintura principal, a 1,887562 UA. Possui uma excentricidade de 0,1381728 e um período orbital de 1 183,88 dias (3,24 anos).
Lapponica tem uma velocidade orbital média de 20,12575805 km/s e uma inclinação de 4,9936º.
Este asteróide foi descoberto em 16 de Outubro de 1977 por Cornelis van Houten, Ingrid van Houten-Groeneveld.